# Enrico Toti (sommergibile)
L'Enrico Toti è stato un sommergibile della Regia Marina.

## Storia
Il 14 settembre 1933, assieme al gemello Sciesa, salpò da La Spezia al comando del capitano di corvetta Alberto Battaglia per raggiungere il Mar Rosso tramite il Canale di Suez, circumnavigare l'Africa e rientrare in Mediterraneo attraverso lo Stretto di Gibilterra. Tale crociera sarebbe servita a testare le qualità di questi sommergibili nei mari caldi; il Toti e lo Sciesa fecero tappa a Porto Said, Massaua, Aden, Mogadiscio, Chisimaio, Mombasa, Zanzibar, Dar es Salaam, Diego Suarez, Lourenço Marques, Durban, Città del Capo, Walvis Bay, Lobito, São Tomé, Takoradi, Dakar, Praia, Las Palmas, Gibilterra e Barcellona arrivando infine a destinazione il 25 febbraio 1934 dimostrando buone prestazioni. 

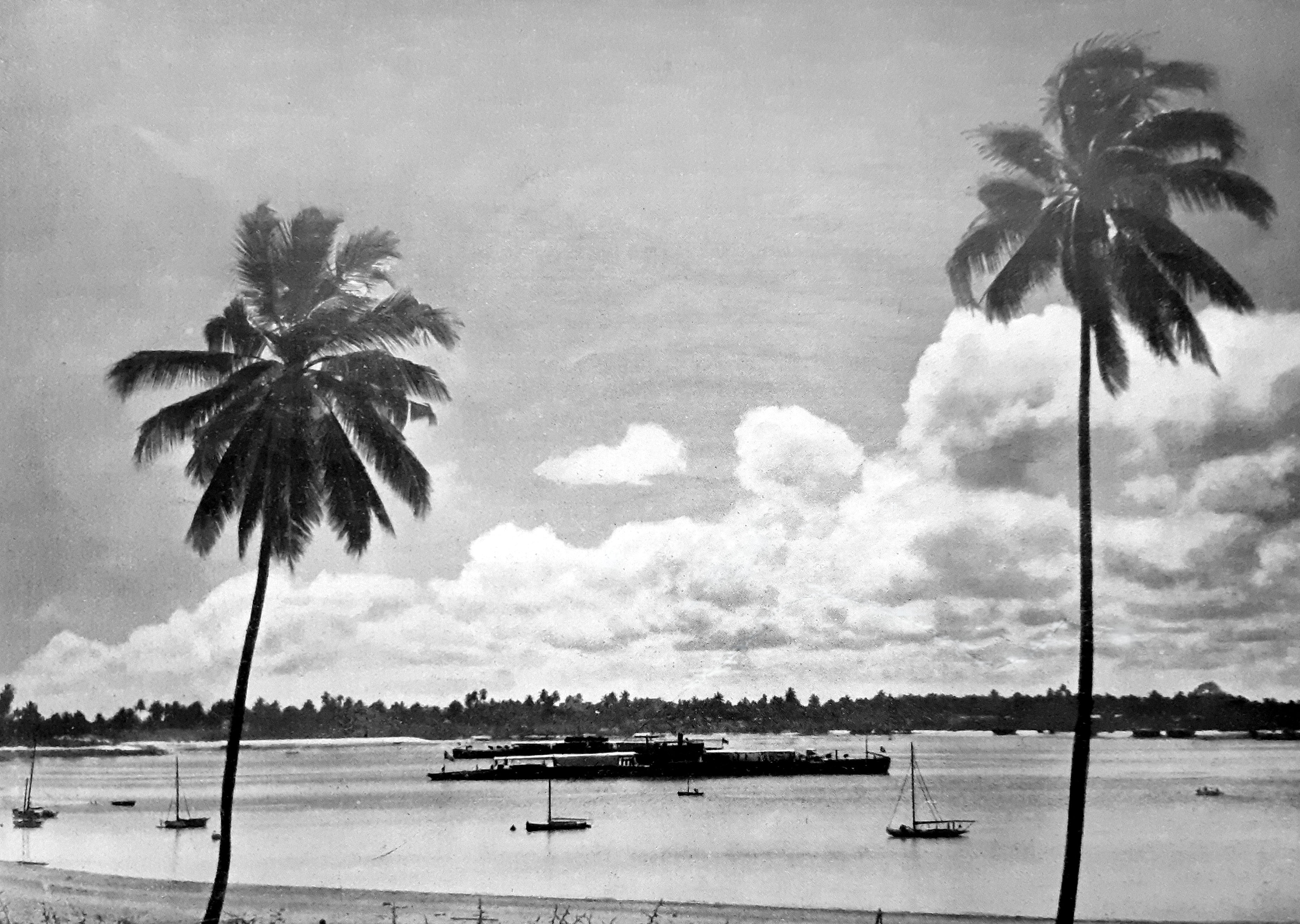
Novembre 1933: i sommergibili Toti e Sciesa alla fonda a Dar es salaam durante la missione di circumnavigazione africana

Il sommergibile Toti alla Scuola Sommergibili di Pola.

Nel 1936 (al comando del capitano di corvetta Remo Polacchini) partecipò clandestinamente alla guerra di Spagna, tentando di attaccare per 23 volte ma senza mai riuscire a colpire.
Fra il 20 ed il 27 giugno 1940 svolse un agguato nei pressi di Philippeville, senza risultati.
Verso l'1.10 del 15 ottobre 1940, mentre – al comando del capitano di corvetta Bandino Bandini – stava rientrando a Brindisi per guasto ai motori, avvistò, a una cinquantina di miglia per 197° dalla base pugliese, un sommergibile nemico (il britannico HMS Triad) che lo attaccò con un siluro; il Toti, dopo averlo evitato di scarsa misura con una manovra evasiva, si portò contro l'unità inglese e i due sommergibili aprirono il fuoco con cannoni e mitragliere: il sommergibile britannico colpì una volta il Toti arrecandogli danni lievi, mentre uno dei marinai del Toti, Nicola Stagi, giunse al punto di tirare una scarpa contro il Triad perché il cannone si era inceppato; l'unità inglese iniziò ad immergersi, ma proprio in quel momento fu colpito in rapida successione da un proiettile del Toti e quindi da un siluro e da una seconda cannonata; affondò in pochi attimi, a perpendicolo sulla superficie, senza superstiti, mentre il Toti sparava una terza volta e lanciava un secondo siluro. Questa azione rese il Toti l'unico sommergibile italiano ad averne affondato uno nemico (eccettuati i piccoli CB, che affondarono tre sommergibili sovietici in Mar Nero); per diversi anni si pensò che la vittima del Toti fosse stato non il Triad ma un altro sommergibile inglese scomparso nella zona, il Rainbow, che tuttavia fu con ogni probabilità speronato e affondato dal piroscafo Antonietta Costa il 4 ottobre.
In tutto effettuò tre missioni offensive.
Nel marzo 1942 fu assegnato alla Scuola Sommergibili di Pola e svolse 93 missioni di addestramento fino al 22 giugno 1942.
Dal 30 giugno 1942, agli ordini del tenente di vascello Giovanni Celeste, fu destinato a missioni di trasporto per la Libia: ne svolse quattro trasportando in tutto 194 tonnellate di rifornimenti.
Disarmato il 1º aprile (o maggio) 1943, fu impiegato come pontone per la carica delle batterie a Taranto per le unità del IV Gruppo Sommergibili.